# Humenský Sokol
Humenský Sokol je národní přírodní rezervace v oblasti Východní Karpaty.
Nachází se v katastrálním území obcí Humenné, Chlmec, Ptičie a Jasenov v okrese Humenné v Prešovském kraji. Území bylo vyhlášeno v roce 1980 na rozloze 241,5 ha. Ochranné pásmo nebylo stanoveno.